# Orange Air (Sierra Leone)
Orange Air war eine in Sierra Leone registrierte Fluggesellschaft. Sie wurde 2005 gegründet und stellte den Betrieb ein Jahr später wieder ein.
Mit Stand 2006 verfügte Orange Air über mindestens ein Flugzeug des Typs Boeing 747-200 (9L-LOR).